# Rue du Rouge-Cloître
 (août 2025).
- Si vous ne connaissez pas le sujet, laissez ce bandeau (vous pouvez alors contacter les auteurs).
- Si vous supprimez le contenu mis en cause (vous pouvez préalablement contacter les auteurs),

argumentez précisément cette suppression dans la page de discussion
(un manque de référence n'est pas un argument ; une recherche réelle de référence doit avoir été effectuée, être formellement documentée).
 (août 2025).
Si vous disposez d'ouvrages ou d'articles de référence ou si vous connaissez des sites web de qualité traitant du thème abordé ici, merci de compléter l'article en donnant les références utiles à sa vérifiabilité et en les liant à la section « Notes et références ».
Pour les articles homonymes, voir Rouge-Cloître (homonymie).
La rue du Rouge-Cloître (en néerlandais Rokloosterstraat) est une rue bruxelloise de la commune d'Auderghem qui relie la chaussée de Tervueren au Rouge-Cloître sur une longueur de 800 mètres.

## Historique et description
La naissance du prieuré du Rouge-Cloître remontant à 1368, ce chemin existait peut-être déjà. Toujours est-il qu'il est mentionné sur les cartes de Van Werden (1659), la carte de de Ferraris (1771) et l’Atlas des Communications (1843), où il porte le n° 35. 
Il mena alors de la chaussée de Tervueren jusqu’à Trois Fontaines (chaussée de Wavre). 
Abords
Romain Govaert – père de Félix – devint propriétaire du domaine de l’ancien prieuré, avec champs et étangs. Il bâtit un château sur la colline longeant la rue du Rouge-Cloître avec vue sur l’étang Langengrachtvijver.